# Kékfejű szajkó
A kékfejű szajkó, vagy amami szajkó (Garrulus lidthi) a madarak osztályának verébalakúak (Passeriformes) rendjébe és a varjúfélék (Corvidae) családjába tartozó faj.

## Rendszerezése
A fajt Charles Lucien Jules Laurent Bonaparte francia ornitológus írta le 1850-ben. Tudományos nevét Theodoor Gerard van Lidth de Jeude holland zoológus tiszteletére kapta.

## Elterjedése
A faj kizárólag a Japánhoz tartozó Rjúkjú-szigetek kettő északi szigetén, Amami és Toku szigetén honos. A szigetek szubtrópusi erdeiben, fenyőerdeiben és a megművelt területek, kertekben is előfordul.

## Megjelenése
Valamivel nagyobb testű, mint az eurázsiai elterjedésű szajkó. Testhossza 38 centiméter. Csőre erősebb felépítésű és farka is jóval hosszabb, mint rokonfajának. 
Fejének színe csillogó fekete, válla és háta mély sötétkék színű, míg testének többi része gesztenyebarna.
|  |

## Életmódja
Táplálékának jelentős részét egy helyi tölgyfaj, a Quercus cuspidata makkjai teszik ki, de apróbb hüllőket és rovarokat is elkap.

## Szaporodása
Nagy méretű fészkét faágakra rakja. A tojó 3-4 tojást rak, melyek a hímmel együtt költenek ki és együtt nevelik fel a fiókákat is.

## Természetvédelmi helyzete
Az elterjedési területe kicsi, egyedszáma 3900 példány körüli és csökken. A Természetvédelmi Világszövetség Vörös listáján sebezhető fajként szerepel. A fajt korábban színes tollaikért vadászták, melyekből hölgyek kalapjaira való díszeket készítettek. Jelenleg a fajra a legfőbb veszélyt a szigetekre betelepített jávai mongúzok (Herpestes javanicus) okozzák. A mongúzokat a szigetekre azért telepítették be, hogy féken tartsák az őshonos okinavai bambuszvipera (Ovophis okinavensis) állományát. Jelenleg a mongúzok szabályozott irtásával óvják e fajt.